# 김희원 (프로듀서)
김희원은 대한민국 tvN의 프로듀서이다.

## 학력
- 한국예술종합학교

## 경력
- MBC 드라마본부 PD
- MBN 프로듀서
- 스튜디오드래곤 프로듀서

## 작품
- 2008년 MBC 주말특별기획드라마 《내 생애 마지막 스캔들》(책임프로듀서)
- 2008년 MBC 저녁 일일연속극 《사랑해 울지마》(책임프로듀서)
- 2011년 MBN 저녁 일일시트콤 《왔어 왔어 제대로 왔어》(연출)
- 2012년 ~ 2013년 MBC 수목미니시리즈 《보고싶다》(책임프로듀서)
- 2014년 MBC 수목미니시리즈 《운명처럼 널 사랑해》(책임프로듀서)
- 2014년 MBC 2014 드라마페스티발 《오래된 안녕》(연출)
- 2015년 MBC 수목미니시리즈 《맨도롱 또똣》(공동연출)
- 2015년 ~ 2016년 MBC 월화 특별기획드라마 《화려한 유혹》(공동연출)
- 2016년 ~ 2017년 MBC 일일 특별기획드라마 《황금주머니》(공동연출)
- 2017년 MBC 주말 특별기획드라마 《돈꽃》(연출)
- 2019년 tvN 월화미니시리즈 《왕이 된 남자》(연출)
- 2021년 tvN 토일미니시리즈 《빈센조》(연출)
- 2022년 tvN 드라마 《작은 아씨들》(연출)
- 2023년 tvN 주말 미니시리즈 《눈물의 여왕》 ... 공동연출

## 수상 및 후보
| 연도 | 시상식              | 부문                 | 작품        | 결과 |
| ---- | ------------------- | -------------------- | ----------- | ---- |
| 2021 | 제57회 백상예술대상 | TV부문 연출상        | 빈센조      | 후보 |
| 2023 | 제59회 백상예술대상 | TV부문 드라마 작품상 | 작은 아씨들 | 후보 |
| 2023 | 제59회 백상예술대상 | TV부문 연출상        | 작은 아씨들 | 후보 |